# Athletic Nation
Athletic Nation Corporation es una cadena de gimnasios fundada en 2001 por Dennis Mulgannon. La primera sucursal fue abierta en enero de 2006 en San José, California. Hoy cuenta con varias sucursales a lo largo de Estados Unidos. 
En 2006 el strongman Travis Ortmayer abrió la primera sucursal de Texas. 